# Alopecosa tunetana
Alopecosa tunetana là một loài nhện trong họ Lycosidae.
Loài này thuộc chi Alopecosa. Alopecosa tunetana được Carl Friedrich Roewer miêu tả năm 1960.